# 5D/Brorsen
5D/Brorsen, komet Jupiterove obitelji, objekt blizak Zemlji.